# Col du Télégraphe
De Col du Télégraphe is een bergpas in de Franse Alpen. De bergpas is vooral bekend vanwege wielrenetappes in de Ronde van Frankrijk.
Om de noordzijde van Col du Galibier te beklimmen moet men eerst de Col du Télégraphe hebben bedwongen. De combinatie van deze twee cols maakt een etappe zeer zwaar. De meeste renners proberen dan ook hun krachten op de Col du Télégraphe te sparen.

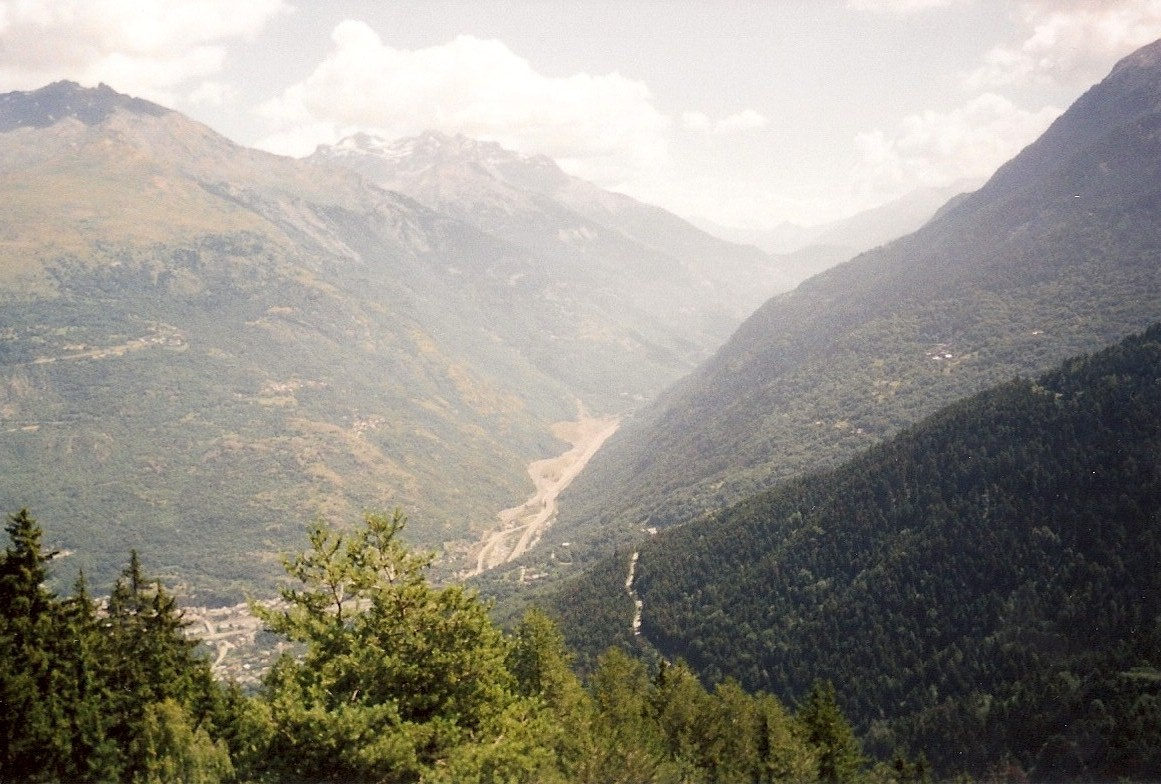
Uitzicht vanaf de Télégraphe

In 1972 maakte Eddy Merckx zijn bijnaam de Kannibaal waar door al op de Col du Télégraphe aan te vallen en zijn tegenstanders te slopen voor de Col du Galibier in zicht kwam. Op deze laatste col moesten vervolgens ook Joop Zoetemelk en Joaquim Agostinho Merckx laten gaan. Wel was het de Italiaan Pietro Campagnari die in 1972 nog als eerste de top van de Col du Télégraphe passeerde. Het vaakst werd de top als eerste gepasseerd door een Spanjaard.
Op de top van de Col du Télégraphe kwamen in de Ronde van Frankrijk als eerste door:
- 1911:  Émile Georget
- 1912:  Eugène Christophe
- 1924:  Bartolomeo Aimo
- 1933:  Vicente Trueba
- 1934:  Federico Ezquerra
- 1935:  Francesco Camusso
- 1936:  Romain Maes
- 1937:  Pierre Gallien
- 1947:  Fermo Camellini
- 1952:  Jean Le Guilly
- 1955:  Charly Gaul
- 1957:  Gastone Nencini
- 1964:  Federico Bahamontes
- 1966:  Julio Jiménez
- 1967:  Julio Jiménez
- 1969:  Joaquim Galera
- 1972:  Pietro Campagnari
- 1973:  José Manuel Fuente
- 1974:  Herman Vanspringel
- 1979:  Giovanni Battaglin
- 1993:  Thierry Claveyrolat
- 1998:  Rodolfo Massi
- 1999:  José Luis Arrieta
- 2003:  Pierrick Fédrigo
- 2005:  Santiago Botero
- 2007:  Mikel Astarloza
- 2011:  Gorka Izagirre
- 2017:  Primož Roglič
- 2022:  Pierre Latour